# Starovičky

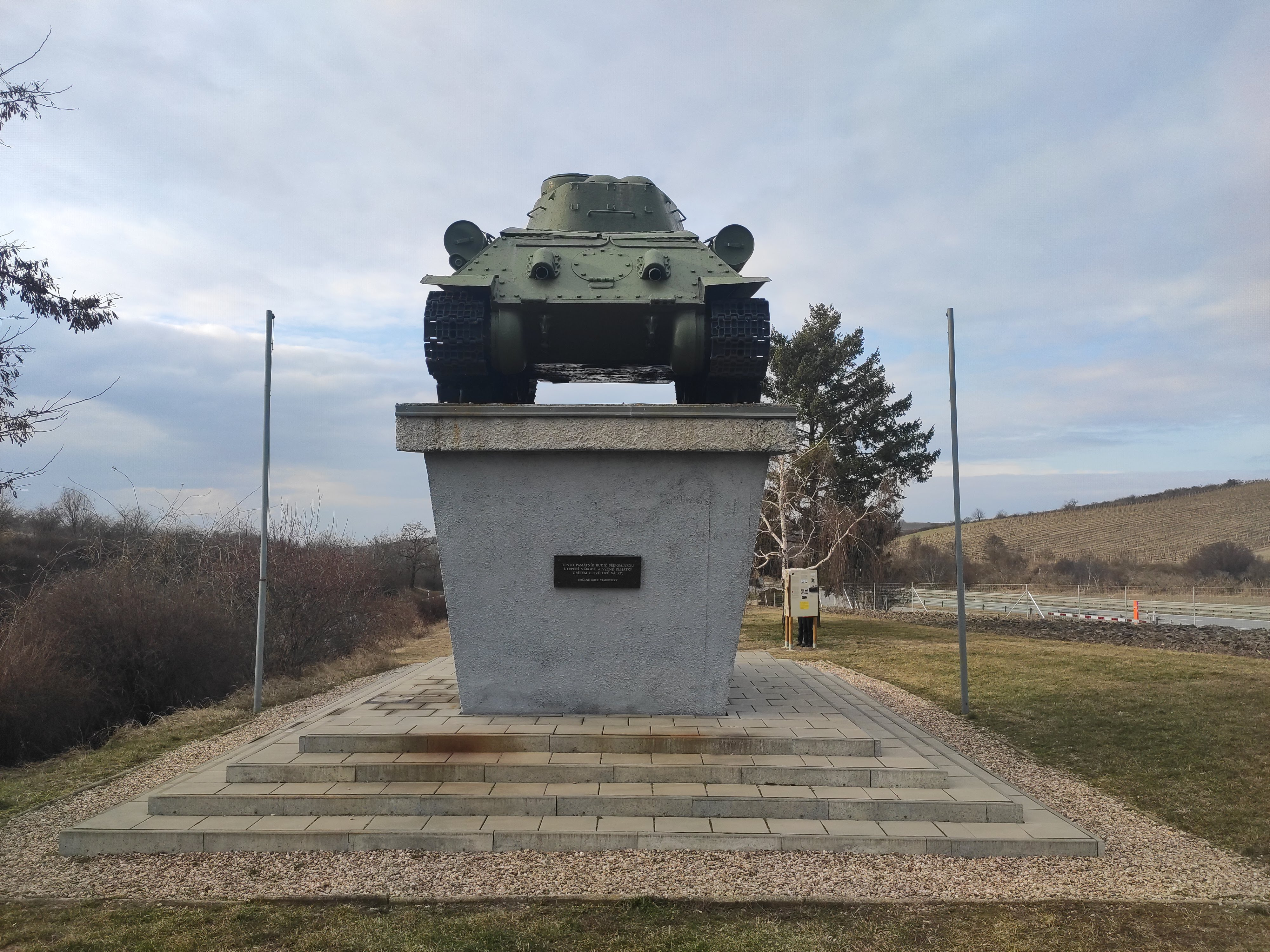
Starovičky - památník tankové bitvy 2. světové války - T-34/85

Starovičky (německy Klein Steurowitz) jsou obec v okrese Břeclav v Jihomoravském kraji. Leží asi pět kilometrů jihovýchodně od Hustopečí. Leží v mělkém údolí na silnici II/425 z Brna do Břeclavi.
Větší část katastru obce tvoří Hustopečská pahorkatina, jež v jižní části přechází do nížin Dolnomoravského úvalu. Žije zde 953 obyvatel. Obec je součástí Mikroregionu Hustopečsko a Velkopavlovické vinařské podoblasti.

## Název
Název se vyvíjel od varianty Nestarouicz (1322), Styrowicz (1330), z Malych Sstarwicz (1532), u Ssturwicziek (1558), při Malých Ssturwiczek (1571), Male Sstarwicze a Klein Steirowitz, Klein Starwicz (1599), Klein Steyrowitz (1720, 1751, 1798), Klein Steurowitz a Male Stagrowice (1846), Klein Steurowitz, Starovičky a Malé Štajrovice (1872). V letech 1869–1880 Starovičky t. Malé Štajrovice a v období 1890–1910 Starovičky t. Šťarovičky Místní jméno je zdrobnělinou od Starovice. Původní název Nestarovice vznikl jako antonymum k Starovicím.

## Historie
Starovičky pravděpodobně založili obyvatelé z nedalekých Starovic, na což lze usuzovat z jejich jména. Nejstarším dokladem lidské činnosti na zdejším území je nález keramických střepů datovaných do období asi 4700 let př. n. l., což je období kultury s moravskou malovanou keramikou. První písemná zmínka o obci pochází z roku 1239. V 13. století patřily Starovičky do panovníkova majetku, od roku 1323 náležely klášteru cisterciaček ve Starém Brně. Počátkem 17. století obec připadla rodu Lichtenštejnů.
Při osvobozování Československa v roce 1945 se 16. dubna udála nedaleko obce bitva ruského tanku se čtyřnásobnou přesilou. Ruský T-34 zničil tři nepřátelské tanky a jedno dělo. Do boje se poté zapojily posily z obou stran. Po asi 30minutovém boji Němci ustoupili k Hustopečím.

## Obyvatelstvo
Podle sčítání 1930 zde žilo v 208 domech 784 obyvatel, kteří se všichni hlásili k československé národnosti. Žilo zde 793 římských katolíků a 1 evangelík.

### Struktura
Vývoj počtu obyvatel za celou obec i za jeho jednotlivé části uvádí tabulka níže, ve které se zobrazuje i příslušnost jednotlivých částí k obci či následné odtržení.
| Místní části   | Místní části    | 1869 | 1880 | 1890 | 1900 | 1910 | 1921 | 1930 | 1950 | 1961 | 1970 | 1980 | 1991 | 2001 | 2011 | 2021 |
| -------------- | --------------- | ---- | ---- | ---- | ---- | ---- | ---- | ---- | ---- | ---- | ---- | ---- | ---- | ---- | ---- | ---- |
| Počet obyvatel | část Starovičky | 631  | 703  | 738  | 733  | 743  | 816  | 794  | 738  | 793  | 765  | 738  | 688  | 743  | 831  | 876  |
| Počet domů     | část Starovičky | 125  | 145  | 151  | 162  | 179  | 185  | 208  | 227  | 214  | 207  | 211  | 251  | 253  | 298  | 331  |

## Obecní správa

### Obecní symboly
Znak a vlajka byly obci uděleny rozhodnutím předsedy Poslanecké sněmovny Parlamentu České republiky dne 15. prosince 1998.

## Doprava
Územím obce prochází dálnice D2 a s ní souběžná silnice II/425 v úseku Hustopeče – Břeclav. Dále obcí prochází silnice III/4203 Starovičky - Šakvice.

## Pamětihodnosti
- Nejvýznamnější historickou památkou Staroviček je kostel z 15. století, který je zasvěcen patronce obce svaté Kateřině. Je možné, že stojí na místě dřívějšího románského kostela z 13. století.[8]
- Za zmínku stojí i kamenná socha svatého Jana Nepomuckého z roku 1743 stojící před kostelem.
- Historicky významná jsou také pozdně gotická kamenná boží muka, jež jsou ojedinělou památkou nejen na území obce, ale i v celém regionu.[8]
- Tankovou bitvu z dob osvobozování Československa připomíná památník s tankem T-34.
- vyhlídka U Obrázku, malá dřevěná rozhledna severovýchodně nad obcí

## Turistika
Obcí procházejí vinařské cyklostezky, není odtud daleko k vodní nádrži Nové Mlýny a na Pavlovské vrchy. Celou oblast si lze dobře prohlédnout z nově postavené vyhlídkové plošiny nad obcí.

## Galerie

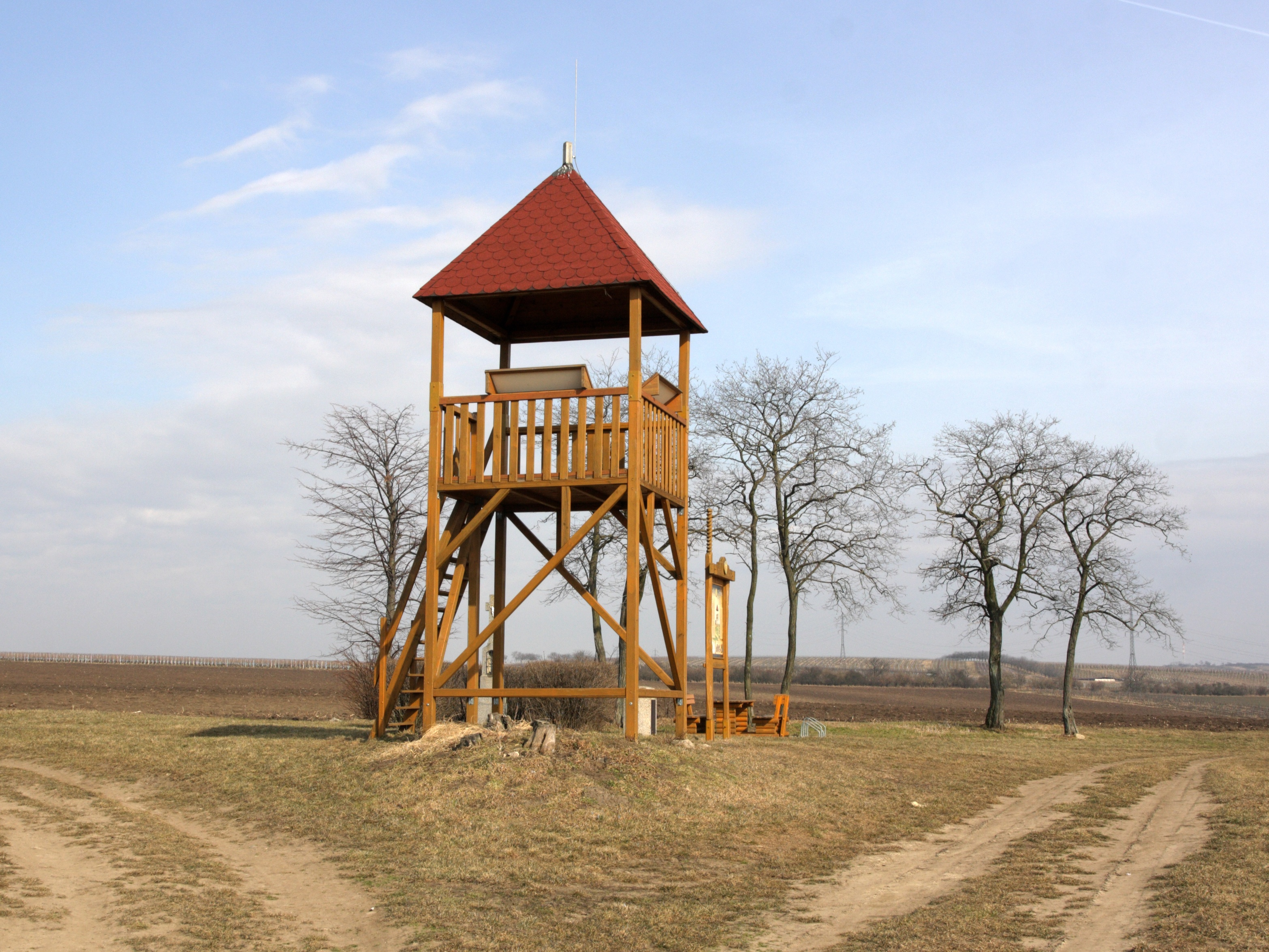
Vyhlídka u obrázku
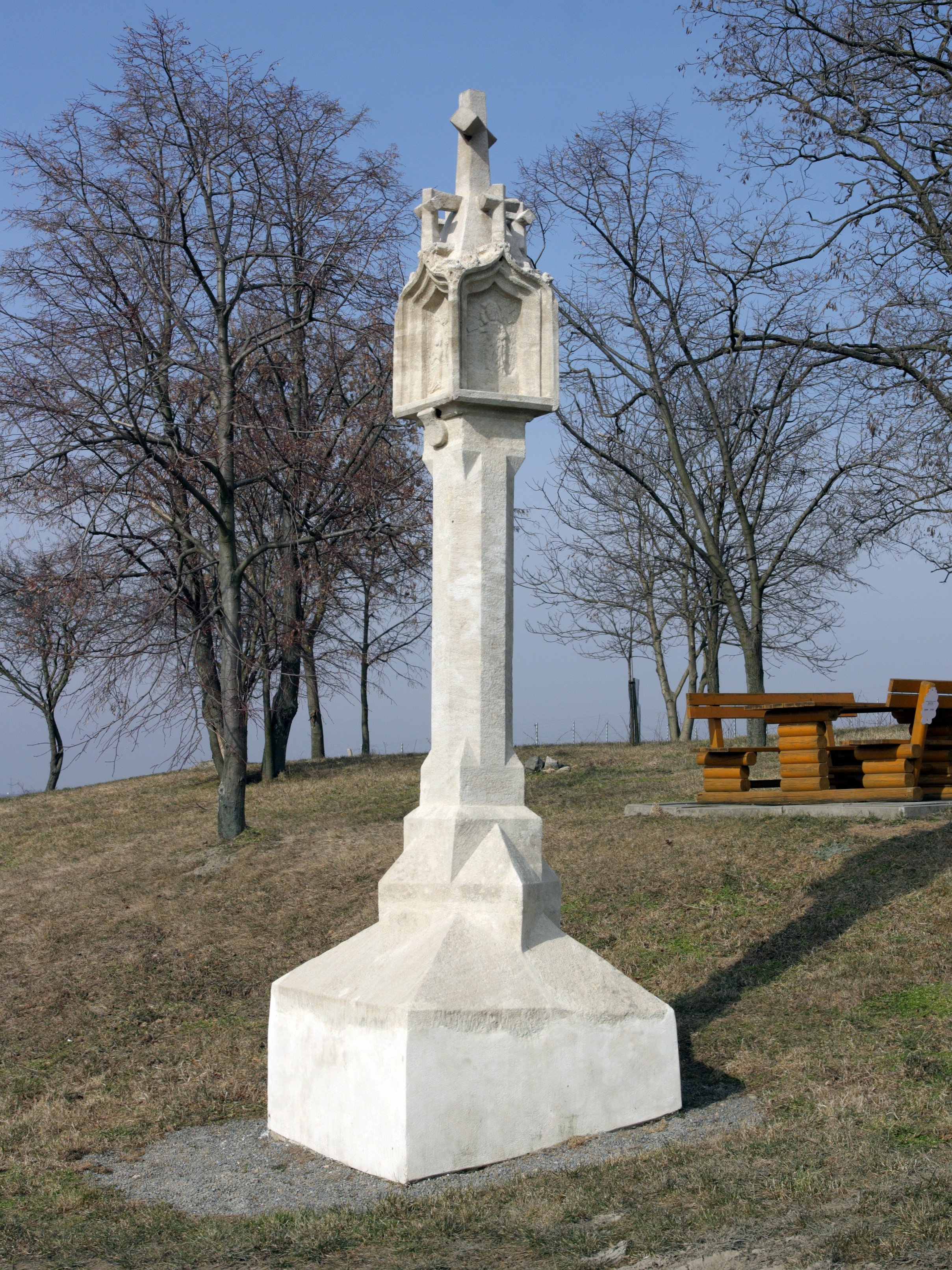
Gotická boží muka
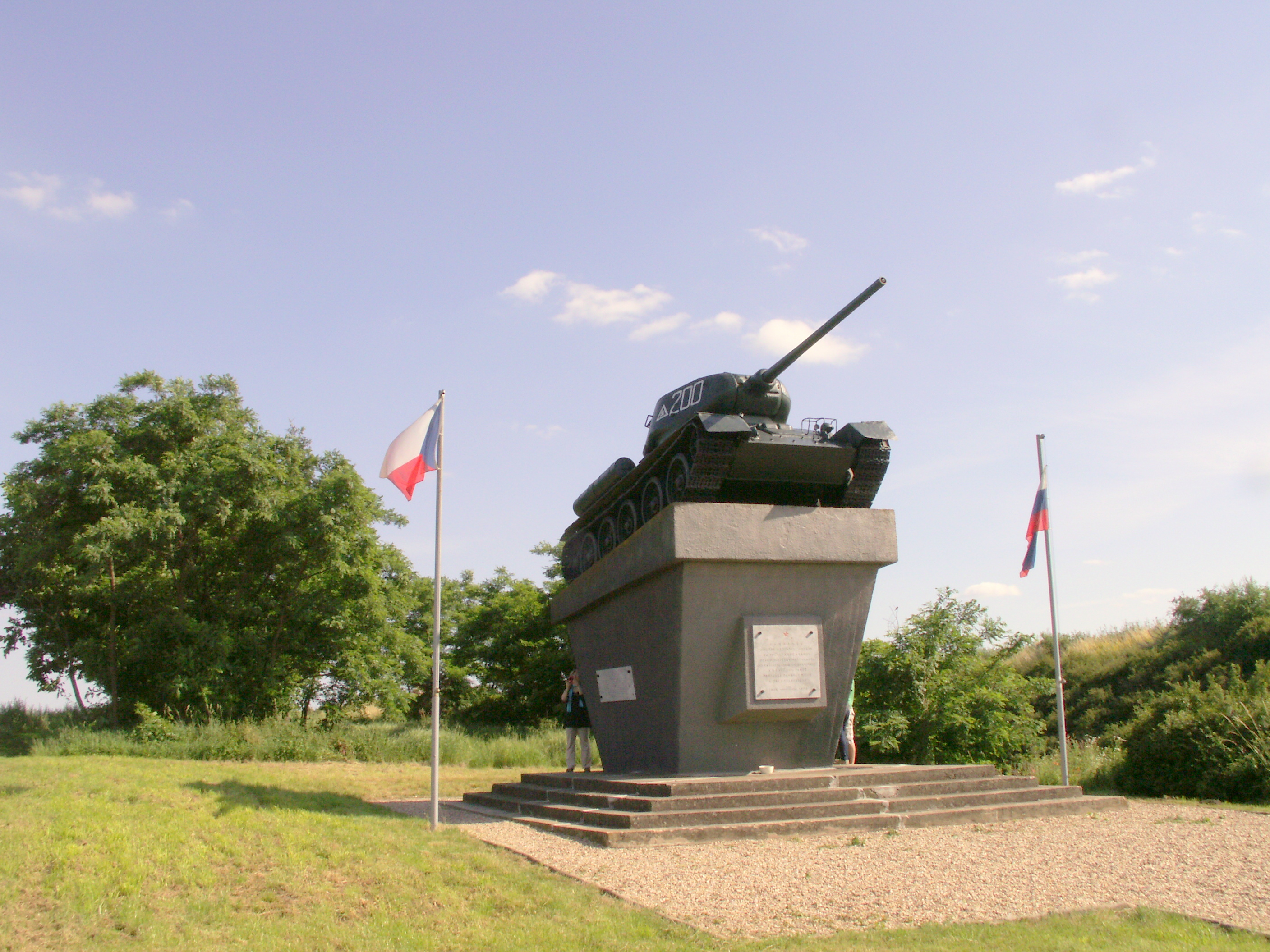
Památník s tankem T34/85
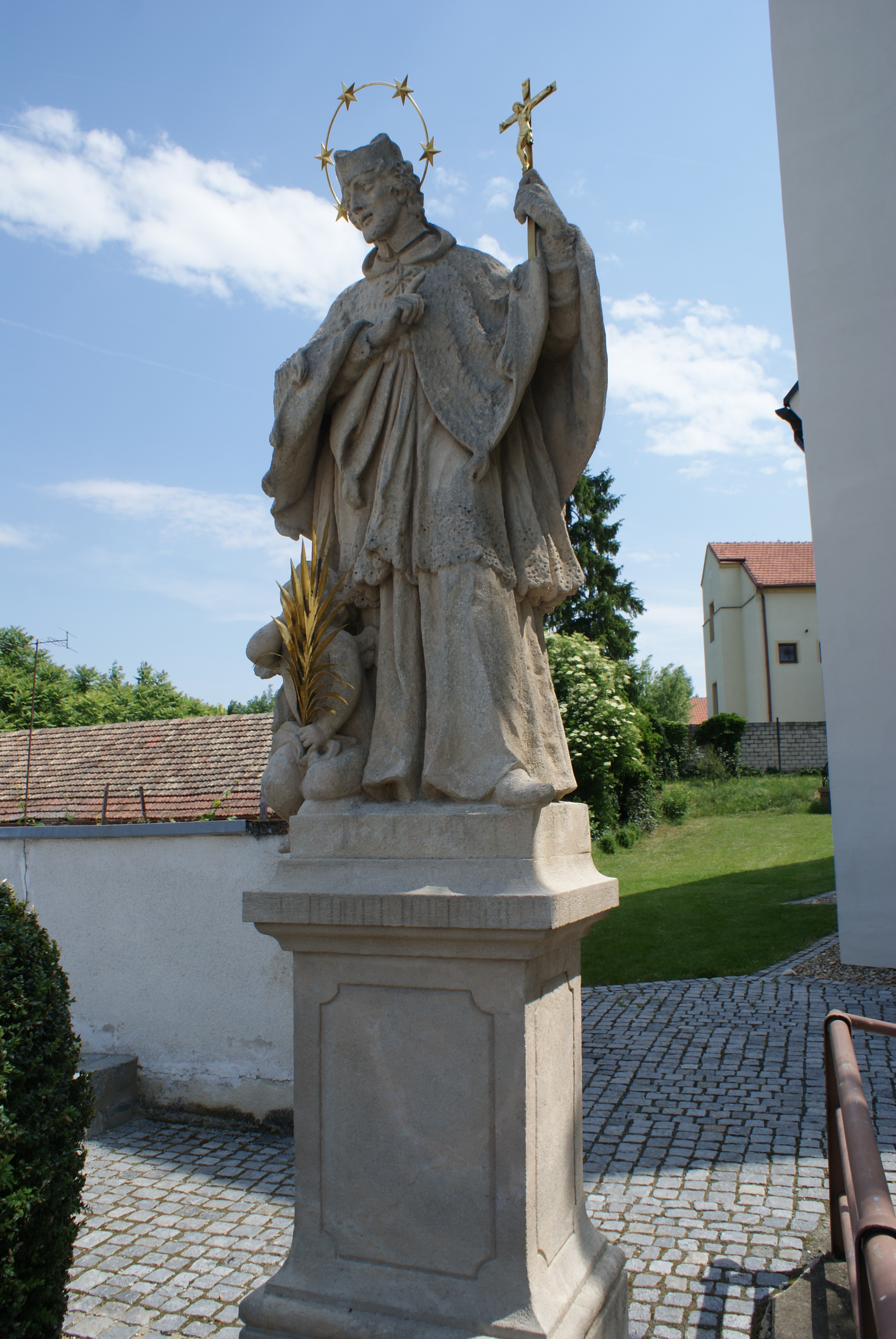
Socha J. Nepomuckého
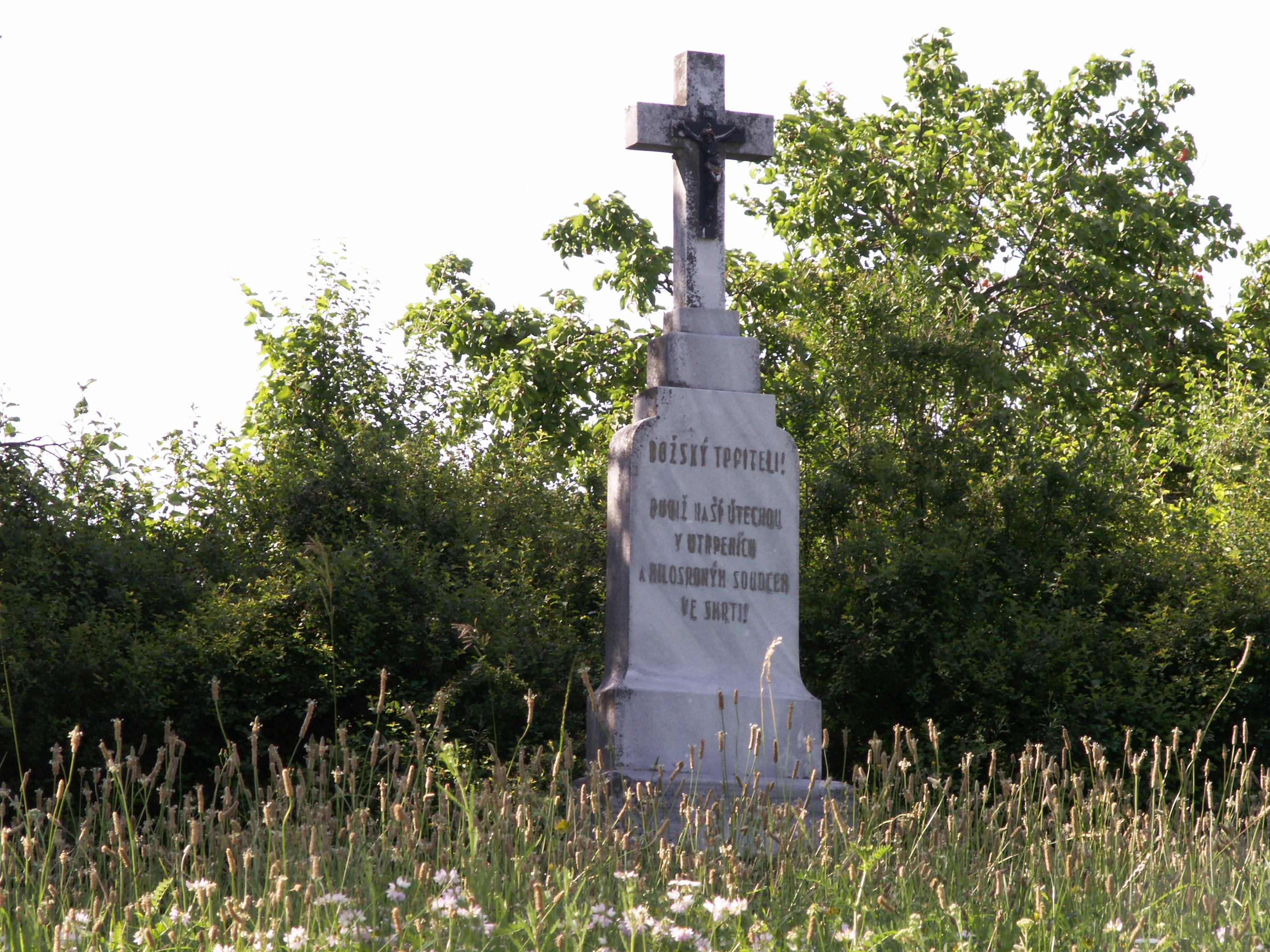
Křížek
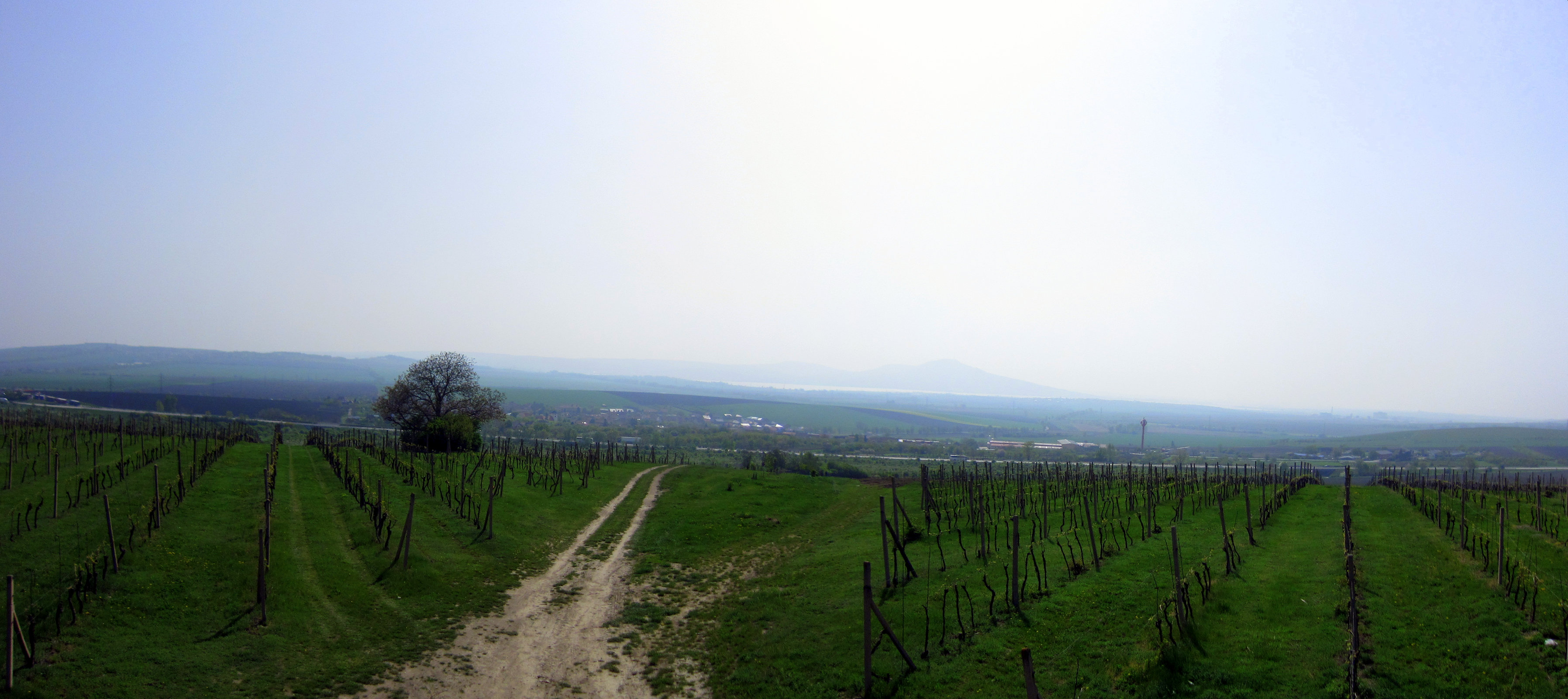
Vinice
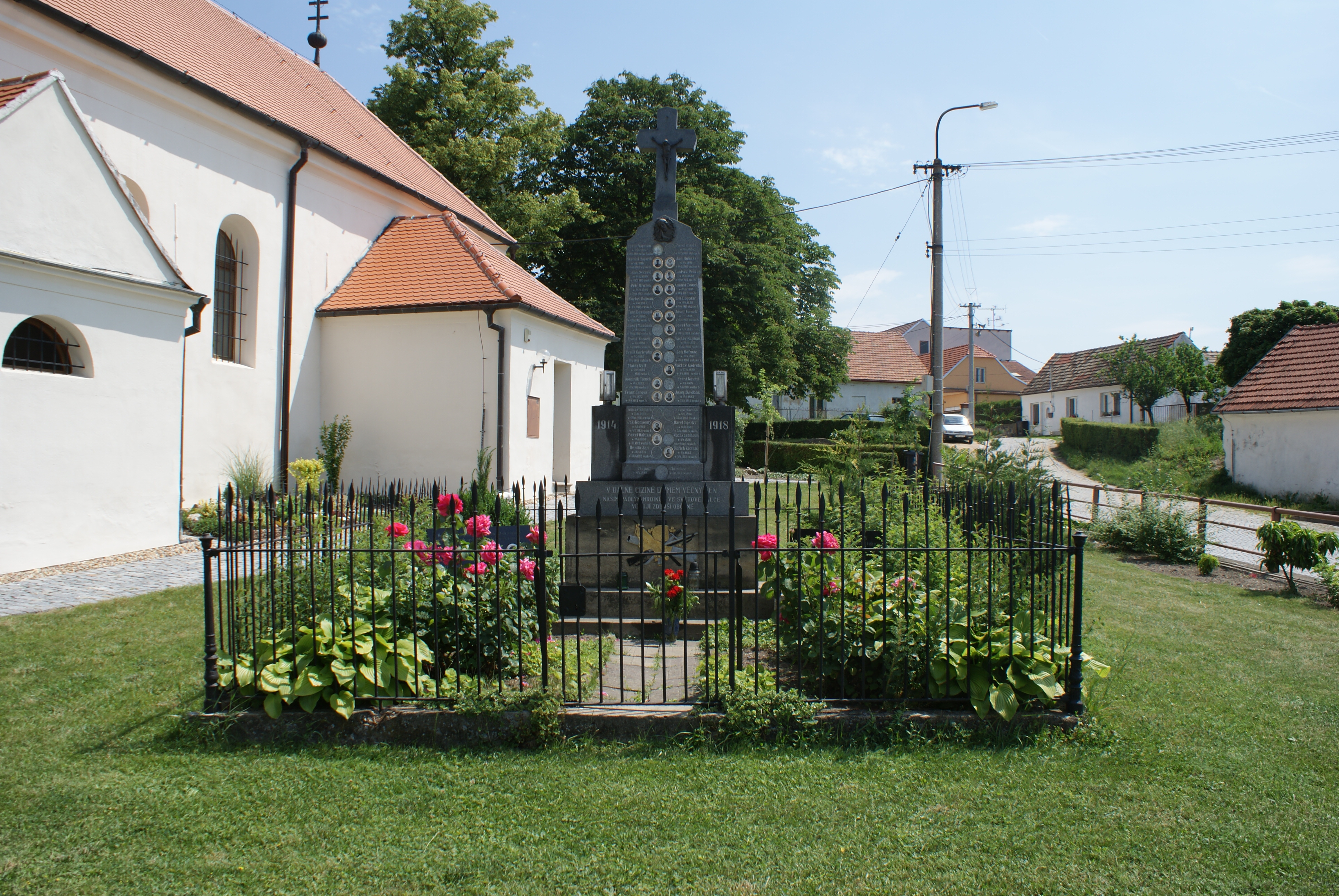
Pomník padlým